# Idaea paleacata
Idaea paleacata là một loài bướm đêm trong họ Geometridae.